# Международный полярный год (1882)
Первый международный полярный год (англ. International Polar Year), призванный объединить международные усилия в исследовании арктического и антарктического полярных регионов, прошёл с 1 августа 1882 года по 1 августа 1883 года. В нём приняли участия учёные из 12 стран, которые работали на 15 исследовательских станций (в том числе совершив две экспедиции в Антарктике).
Работы, проводимые в 1881—1884 годах послужили толчком в развитии целого ряда международных программ, включая последующие международные полярные годы.

## Предыстория
В 1872—1874 годах в Арктике работала Австро-венгерская полярная экспедиция под руководством Карла Вайпрехта и Юлиуса Пайера. Экспедиция выдалась крайне тяжёлой, один человек погиб, корабль был потерян. Научные записи оказались мало пригодными для исследований. Вайпрехт сделал вывод, что краткосрочных национальных полярных экспедиций недостаточно для проведения исследований Северного Ледовитого океана. Он пришёл к мысли, что решение фундаментальных проблем возможно только при общих усилиях международного сообщества и комплексных научных экспедициях, работающих по единому плану, одинаковым приборам и единым методикам. Кроме того, он считал что вместо экспедиций на кораблях должны работать наземные научные станции. Свои идеи он высказал в 1875 году на ассамблее физиков и естествоиспытателей, представив доклад «Основные принципы исследования Арктики».
Вместе с тем, впервые идея создания международной программы исследований, действующей в течение нескольких лет в Антарктике, была высказана в 1861 году директором американской морской обсерватории Matthew Fontaine Maury. Он собирал материалы морских офицеров со всего света для своей работы "The Physical Geography of the Sea". В 1861—1862 году он опубликовал свои планы в России и Англии, но вскоре после этого покинул пост директора обсерватории и эти публикации остались без внимания.
В 1879 году Международный метеорологический конгресс одобрил проект проведения Первого международного полярного года. Работами руководила международная полярная комиссия, которой руководил Георг фон Неймейер(Германия), а затем Генрих Вильд (Россия). Сам Вайпрехт скончался в 1881 году. В мае 1881 года было объявлено, что Международный полярный год начнётся в 1882 году. Комиссия, расположенная в Санкт-Петербурге, заранее координировала используемые инструменты, время и правила наблюдений. Это было особенно важно, так как связь с полярными станциями зачастую была ограничена или невозможна.

## Экспедиции и исследовательские проекты
В работе первого международного полярного года принимало участие более 700 человек из 12 стран. Было организовано 14 полярных станций, 12 в северном полушарии и 2 в южном. Наблюдения также проводились на 35 не полярных площадках.
Станции в северном полушарии:
- Ян-Майен — австрийская станция;
- Барроу — американская станция[7];
- Залив Леди-Франклин (Канадский арктический архипелаг, Канада) — американская станция (экспедиция потеряла 19 из 25 участников после того, как до неё не смогло добраться судно поддержки);
- Годтхаб (остров Гренландия, Дания) — датская станция, экспедиционный корабль на несколько месяцев застрял во льдах[7];
- Форт Рейя (Канада) — британо-канадская станция;
- Соданкюля — финская станция;
- Киргуа фьорд — немецкая станция;
- остров Диксон (Карское море) — голландская станция, после потери корабля экспедиция располагалась лагерем на ледяном острове в течение 10 месяцев[7];
- Боссекол — норвежская станция;
- Малые Кармакулы (Новая Земля, Россия) — российская станция;
- Сагастырь (дельта реки Лены, Россия) — российская станция;
- Кейп-Тордсен (Шпицберген) — шведская станция;
- также работало по меньшей мере 13 вспомогательных станций[6].

Станции в южном полушарии:
- Orangebay at the southern tip of Tierra del Fuego — французская станция;
- Moltke-Hafen at Royal Bay, South Georgia — немецкая станция.

## Результаты
Метеорологические данные, полученные в конце XIX века дают уникальную возможность понять исторические колебания климата Арктики. Сравнение показателей первого полярного года с современными наблюдениями показывает, что температура воздуха на поверхности и давление в 1882—1883 годы находится в тех же пределах, что и наблюдения последних 30 лет. Арктические (Arctic Oscillation) и северо-атлантические (North Atlantic Oscillation) осциляции находились в положительной фазе.
Хотя официально Международный полярный год и согласованные наблюдения проводился в 1882—1883 годы, отдельные наблюдения проводились и в 1881—1884 годах. Результаты работы экспедиций и станций публиковались на национальном уровне. Некоторые из них включали биологические и антропологические материалы, помимо геофизических. Исследований работы неполярных станций в рамках международного года, а также других обобщающих исследований опубликовано не было.
Также международный полярный год и проведение совместных наблюдений не смогли повлиять на соперничество национальных полярных экспедиций, которое продолжалось до 1920-х годов.